# Djavan
 (juillet 2017).
Si vous disposez d'ouvrages ou d'articles de référence ou si vous connaissez des sites web de qualité traitant du thème abordé ici, merci de compléter l'article en donnant les références utiles à sa vérifiabilité et en les liant à la section « Notes et références ».
Djavan Caetano Viana (Maceió, 27 janvier 1949) est un chanteur-compositeur et guitariste brésilien. Djavan mêle les rythmes traditionnels sud-américains à la musique pop d'Amérique, d'Europe et d'Afrique. Parmi ses nombreux succès, on citera "Meu Bem Querer", "Oceano", "Se...", "Faltando um Pedaço", "Esquinas", "Seduzir", "Pétala", "Lilás", "A Ilha", "Fato Consumado", "Álibi", "Azul", "Cigano" e "Serrado".

## Biographie
Djavan est le fils d'une blanchisseuse d'origine africaine et d'un père d'origine néerlandaise. Sa mère fredonnait les chansons d'Ângela Maria et de Nelson Gonçalves. Il apprend la guitare seul à l'adolescence et est un passionné de football.
À 18 ans, il forme le groupe Luz, Som, Dimensão (LSD), qui joue dans les bals de clubs, sur les plages et dans les églises de Maceió. L'année suivante, il abandonne le foot et se consacre entièrement à la musique.
En 1973, il va à Rio de Janeiro où l'animateur radio Edson Mauro l'aide à rencontrer Adelzon Alves qui l'emmène chez le producteur de Som Livre João Mello. Ce dernier lui donne l'occasion d'enregistrer des chansons d'autres artistes pour les novelas (séries télévisées) de Rede Globo, notamment "Alegre menina" (Jorge Amado et Dorival Caymmi) de la série "Gabriela" et "Calmaria e vendaval" (Toquinho et Vinícius de Moraes) de la série "Fogo sobre terra".
La reconnaissance arrive en 1975 quand il participe au Festival Abertura où il gagne le deuxième prix avec la chanson "Fato consumado". Son premier disque sort en 1976 avec le morceau "Flor de Lis", un de ses plus grands succès. En 1978, sa chanson "Alibi" enregistrée par Maria Bethânia donne son nom à un des meilleurs disques de la chanteuse.
En 1981 et 1982, il reçoit le prix du meilleur compositeur décerné par l'association des critiques d'art de São Paulo.
Il se fait connaître en France en 1983 grâce au titre "Samurai", sorti l'année précédente, et auquel Stevie Wonder a participé. (Stevie Wonder a collaboré à nouveau avec lui sur Bird of Paradise (1988) pour la chanson "Stephen's Kingdom".)
Les chansons de Djavan ont déjà été interprétées par Al Jarreau, Carmen McRae, The Manhattan Transfer, Loredana Bertè et Eliane Elias et, au Brésil, entre autres par Gal Costa, João Bosco, Chico Buarque, Daniela Mercury, Ney Matogrosso, Elba Ramalho, Caetano Veloso et Maria Bethânia. En 2013 Rosa Passos a enregistré un album complet en son hommage, Samba Dobrado.
Son double album enregistré en public Djavan Ao Vivo s'est vendu à 1,2 million d'exemplaires et sa chanson "Acelerou" a été élue meilleure chanson brésilienne en l'an 2000 au Grammy Latinos. À la sortie de son album Matizes en 2007, Djavan a fait une tournée promotionnelle au Brésil.
Djavan est le père de la chanteuse Flávia Virgínia, du chanteur Max Viana et du musicien João Viana.

## Discographie
- 1976 A voz / O violao
- 1978 Djavan
- 1980 Alumbramento
- 1981 Seduzir
- 1982 Luz
- 1982 Faltando um Pedaço
- 1984 Lilás
- 1986 Meu lado
- 1987 Não é azul mas é mar
- 1988 Bird of Paradise
- 1989 Puzzle of Hearts
- 1989 Oceano
- 1991 Flor de lis
- 1992 Coisa de acender
- 1994 Novena
- 1996 Malásia
- 1998 Bicho Solto
- 1999 Djavan Ao Vivo
- 2001 Milagreiro
- 2004 Vaidade
- 2005 Na pista, etc
- 2007 Matizes
- 2010 Aria
- 2011 Aria Ao Vivo
- 2012 Rua dos Amores
- 2014 Rua dos Amores ao Vivo
- 2015 Vidas Pra Contar
- 2018 Vesúvio